# Collège Notre-Dame de Jamhour
Pour les articles homonymes, voir Collège Notre-Dame.

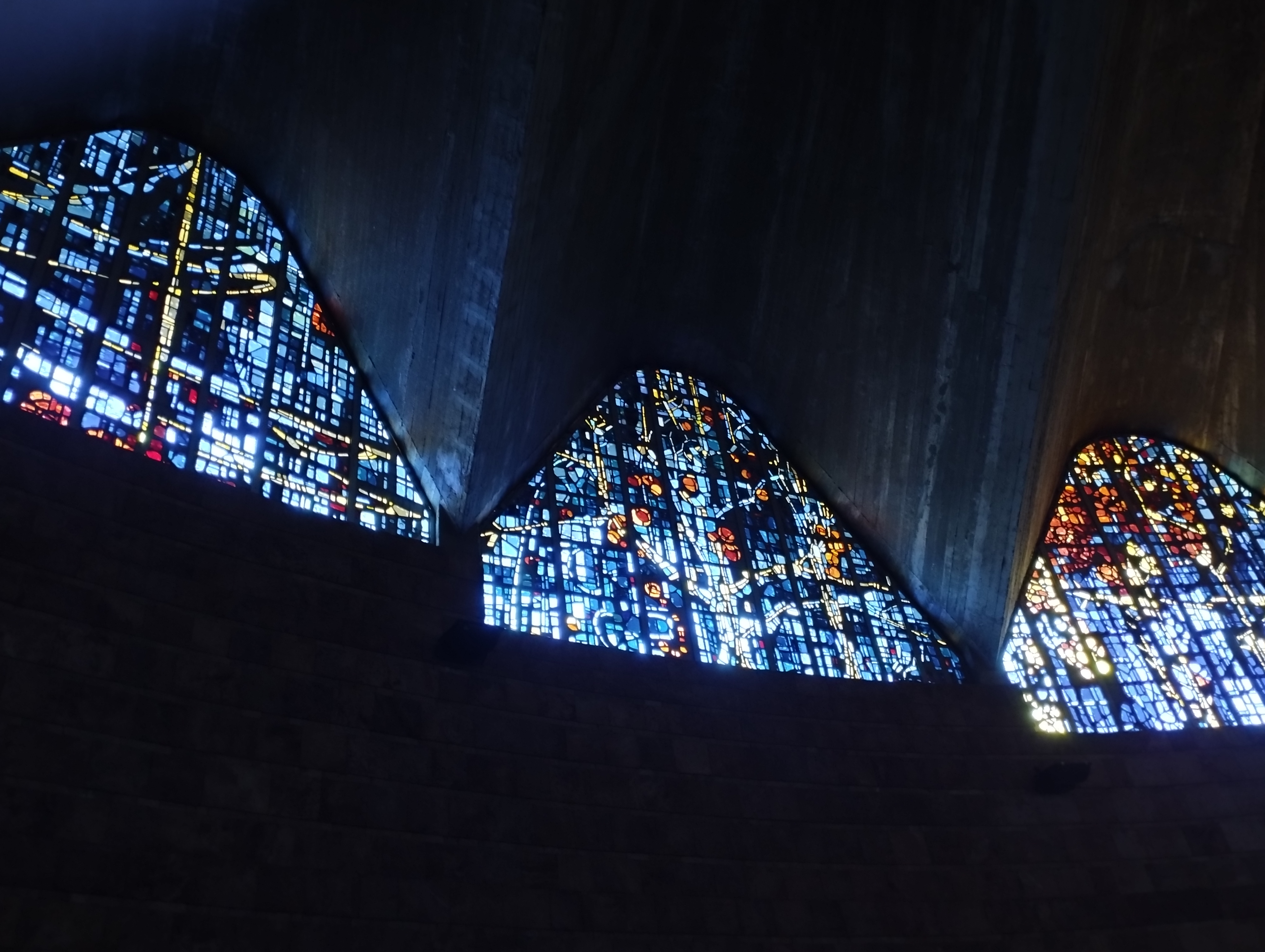
Collège Notre Dame de Jamhour - Vitraux chapelle

Le collège Notre-Dame de Jamhour est dirigé par les pères jésuites de la province de Proche-Orient. La section collège du collège-séminaire de Ghazir (ouvert en 1850), après avoir déménagé à Beyrouth en 1875 comme collège secondaire de l'université Saint-Joseph, est transférée sur un nouveau campus dans la banlieue orientale de la ville, à Jamhour, en octobre 1953. Il est rouvert sous le nom et la protection de Notre-Dame de Jamhour.
Depuis 1975, le collège, devenu mixte, ne reçoit que des externes, garçons et filles, de la 12e jusqu'aux classes terminales.
Depuis 1998, le collège Saint-Grégoire, situé à Geitawi est affilié au collège Notre-Dame de Jamhour, recevant les élèves de la petite section à la 3e.

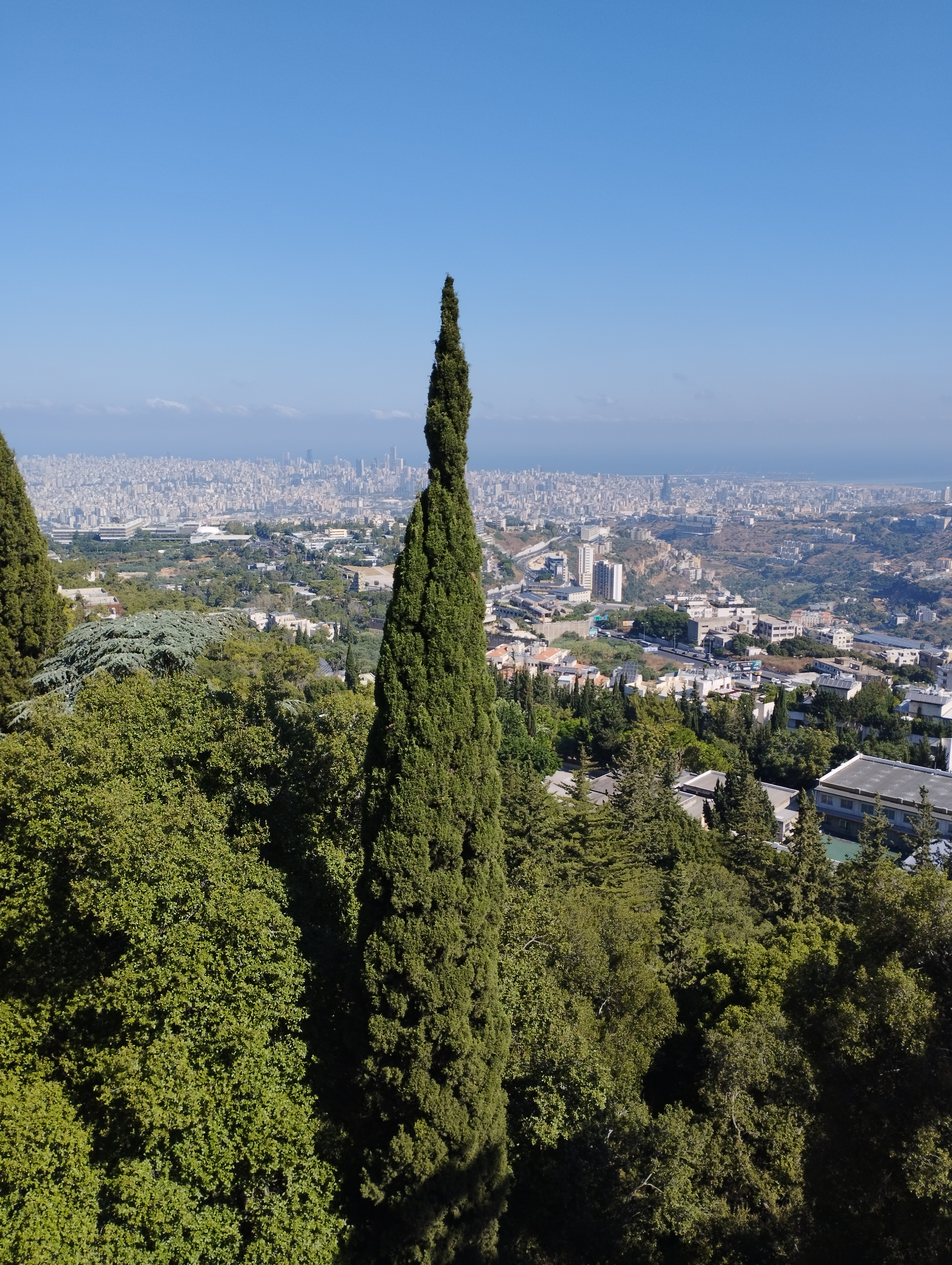
Collège Notre-Dame de Jamhour - vue sur Beyrouth

Couvrant une emprise territoriale de 233 000 m2, l'établissement compte plusieurs équipements sportifs, notamment une piscine, un court de tennis et un terrain de football. 

## Centre du patrimoine musical libanais
En 2012, le Centre du patrimoine musical libanais est inauguré dans le centre culturel du collège, sous le parrainage de Gabriel Yared.

## Anciens professeurs
- Henri de Lagrevol

## Anciens élèves
- Rima Abdul Malak
- Bechara Boutros Rahi
- Alain Berberian
- Charles Berberian
- Michel Eddé
- Amine Gemayel
- Bachir Gemayel
- Carlos Ghosn
- Charles Hélou
- Adnan Kassar
- Nassib Lahoud
- Pierre Lequiller
- Amin Maalouf
- Alexandre Najjar
- Karim Pakradouni
- Ziad Rahbani
- Georges Roux
- Hubert Sacy
- Ramzi T. Salamé
- Riad Salamé
- Pierrot Serhal
- Antoine Sfeir
- Salah Stétié
- Roland Tomb
- Gabriel Yared
- .Marc Thirion
- .Yves Choueifaty